# Louis Crayton
Louis Crayton (ur. 26 października 1977 w Monrovii) – liberyjski piłkarz grający na pozycji bramkarza.

## Kariera
Crayton rozpoczął karierę w liberyjskim klubie Saint Joseph Warriors FC, skąd w 1997 przeniósł się do FC Luzern, klubu grającego w lidze szwajcarskiej. Grał tam tylko jeden sezon, bo w 1998 roku został piłkarzem Grasshoppersu Zurych.
W Szwajcarii oprócz tych klubów grał też m.in. w FC Schaffhausen i w Concordii Basel, gdzie w barwach tego klubu rozegrał 44 spotkania. Stamtąd w 2005 roku został piłkarzem lokalnego rywala Concordii, FC Basel. W latach 2005–2008 rozegrał zaledwie 12 spotkań, ponieważ lepsi od niego byli Pascal Zuberbühler i Franco Costanzo.
Po wygaśnięciu kontraktu z FC Basel, w 2008 roku Crayton postanowił zagrać w Stanach Zjednoczonych. Podpisał kontrakt D.C. United, gdzie rozegrał 18 meczów. Po odejściu z klubu, 16 marca 2010 roku, Crayton został piłkarzem NSC Minnesota Stars. Rozegrał tylko jedno spotkanie, z Vancouver Whitecaps, gdzie odniósł kontuzję, która wykluczyła go z gry do końca sezonu.
W reprezentacji Liberii Crayton rozegrał 36 spotkań w latach 1999–2008. Debiutował on w meczu z RPA w 1999 roku. Karierę reprezentacyjną zakończył w 9 lat później meczem z reprezentacją Hongkongu.